# Вьетнам на летних Олимпийских играх 1992
Вьетнам принимал участие в Летних Олимпийских играх 1992 года в Барселоне (Испания) в десятый раз за свою историю, но не завоевал ни одной медали. Сборную страны представляли 5 женщин.